# Administrador de la Agencia de Protección Ambiental
El Administrador de la Agencia de Protección Ambiental es el máximo responsable de la Agencia de Protección Ambiental (más conocida como EPA) del gobierno federal de los Estados Unidos, y es por tanto el responsable de aplicar las Clean Air y Clean Water Acts, así como numerosos otros estatutos medioambientales. El Administrador es nominado por el Presidente de los Estados Unidos y tiene que ser confirmado por una votación del Senado. La oficina del Administrador de la Agencia de Protección Ambiental fue creada en 1970 en la misma ley que creó la agencia.
Al Administrador de la EPA se le es tradicionalmente concedido rango de Gabinete por el presidente y se sienta con el presidente, Vicepresidente, y los 15 Secretarios de Gabinete. Desde finales de los 1980, ha habido un movimiento para convertir al Administrador de la Agencia de Protección Ambiental en Secretario del Gabinete, convirtiendo así a la EPA en un 16.º Departamento de Gabinete encargado de la política medioambiental. El Administrador de la EPA es el equivalente a la posición de Ministro del Medio Ambiente en otros países.
El Administrador actual de la Agencia de Protección Medioambiental es Scott Pruitt, quién tuvo éxito administrador suplente Catherine McCabe, encima 17 de febrero de 2017.

## Lista de Administradores
| Nombre      | Nombre                  | Fechas                                         | Presidente        |
| ----------- | ----------------------- | ---------------------------------------------- | ----------------- |
|             | William Ruckelshaus     | 4 de diciembre de 1970 – 30 de abril de 1973   | Richard Nixon,    |
|             | Robert Fri              | 30 de abril de 1973 – 12 de septiembre de 1973 | Richard Nixon,    |
|             | Russell E. Tren         | 12 de septiembre de 1973 – 20 de enero de 1977 | Richard Nixon,    |
| Gerald Ford | Russell E. Tren         | 12 de septiembre de 1973 – 20 de enero de 1977 |                   |
|             | John Quarles Jr.        | 21 de enero de 1977 – 6 de marzo de 1977       | Jimmy Carter      |
|             | Douglas M. Costle       | 7 de marzo de 1977 – 20 de enero de 1981       | Jimmy Carter      |
|             | Steve Jellinek          | 21 de enero de 1981 – 25 de enero de 1981      | Ronald Reagan     |
|             | Walter Barber Jr.       | 25 de enero de 1981 – 19 de mayo de 1981       | Ronald Reagan     |
|             | Anne Gorsuch Burford    | 20 de mayo de 1981 – 9 de marzo de 1983        | Ronald Reagan     |
|             | William Ruckelshaus,    | 18 de mayo de 1983 – 4 de enero de 1985        | Ronald Reagan     |
|             | Lee M. Thomas           | 8 de febrero de 1985 – 20 de enero de 1989     | Ronald Reagan     |
|             | William K. Reilly       | 6 de febrero de 1989 – 20 de enero de 1993     | George H. W. Bush |
|             | Carol Browner           | 23 de enero de 1993 – 20 de enero de 2001      | Bill Clinton      |
|             | Christine Todd Whitman  | 31 de enero de 2001 – 27 de junio de 2003      | George W. Bush    |
|             | Marianne Lamont Horinko | 14 de julio de 2003 – 5 de noviembre de 2003   | George W. Bush    |
|             | Mike Leavitt            | 6 de noviembre de 2003 – 26 de enero de 2005   | George W. Bush    |
|             | Stephen L. Johnson      | 26 de enero de 2005 – 20 de enero de 2009      | George W. Bush    |
|             | Lisa P. Jackson         | 23 de enero de 2009 – 15 de febrero de 2013    | Barack Obama      |
|             | Bob Perciasepe          | 15 de febrero de 2013 – 18 de julio de 2013    | Barack Obama      |
|             | Gina McCarthy           | 18 de julio de 2013 – 20 de enero de 2017      | Barack Obama      |
|             | Scott Pruitt            | 17 de febrero de 2017 – 6 de julio de 2018     | Donald Trump      |
|             | Andrew R. Wheeler       | 28 de febrero de 2019 – 20 de enero de 2021    | Donald Trump      |
|             | Michael S. Reagan       | 11 de marzo de 2021 – 31 de diciembre de 2024  | Joe Biden         |
|             | Lee Zeldin              | Desde el 29 de enero de 2025                   | Donald Trump      |

## Administradores interinos
Téngase en cuenta que los Administradores interinos generalmente asumen la oficina en el período interino entre la renuncia de un Administrador anterior y la confirmación de su sucesor, incluyendo el período de transición entre dos administraciones presidenciales, antes de que el sucesor haya sido nominado y confirmado. Los administradores interinos provienen de la EPA y generalmente ocupan un cargo sujeto a la confirmación del Senado antes de convertirse en administrador interino. Linda Fisher y Stephen L. Johnson eran Administradores Adjuntos cuando fueron nombrados Administradores Interinos. Marianne Lamont Horinko era Administradora Asistente en ese momento. Para actuar como Administradores Interinos no están sujetos a la confirmación del Senado, aunque para continuar sirviendo como un Administrador en toda regla (como en el caso de Lee M. Thomas o Stephen L. Johnson), deben ser confirmados por el Senado.